# Virginie Visconti
 (février 2025).
Motif : Sources attestant de la notoriété ?
- Archive Wikiwix
- Bing
- Cairn
- DuckDuckGo
- E. Universalis
- Gallica
- Google
- G. Books
- G. News
- G. Scholar
- Persée
- Qwant
- (zh) Baidu
- (ru) Yandex
- (wd) trouver des œuvres sur Wikidata

| 1. | Préciser le motif de la pose du bandeau. | Précisez le motif de la pose du bandeau en utilisant la syntaxe suivante : {{admissibilité à vérifier\|date=mai 2025\|motif=remplacez ce texte par le motif}}                          |
| 2. | Informer les utilisateurs concernés.     | Pensez à avertir le créateur de l'article, par exemple, en insérant le code ci-dessous sur sa page de discussion : {{subst:avertissement admissibilité à vérifier\|Virginie Visconti}} |

 (février 2025).
Virginie Visconti, née le 11 mars 1975 à Dunkerque (Hauts-de-France), est une actrice, scénariste et productrice française d'origine italienne.
Sa famille est issue des Visconti di Modrone tout comme le cinéaste Luchino Visconti.

## Biographie
Virginie Visconti rejoint la capitale et passe l’audition de la classe conservatoire de l’école Florent avec succès. Elle entrera par la suite à la Sorbonne nouvelle et en ressortira nantie d’une maîtrise d’études théâtrales avec mention très bien. Elle y étudie pendant quatre ans, le droit et l’économie du spectacle, la dramaturgie, la scénographie, la mise en scène, l’écriture et la critique littéraire.
C'est à l’âge de seize ans qu'elle fait ses premières armes sur scène dans le nord de la France en tant que comédienne dans « Les Sorcières de Salem » d’Arthur Miller, et « The Real Inspector Hound » de Tom Stoppard.
Elle fait aussi la connaissance de Daniel Mesguich qui lui propose un petit rôle dans « Flandrin » de Pierre Debauche. Sa première grande scène parisienne se fait sous la direction de Robert Hossein au Palais des sports de Paris dans « Angélique, marquise des anges ». Elle collabore également à la mise en scène pour « Le Dindon » de Georges Feydeau auprès de Francis Perrin. Sous la direction de Jean-Luc Moreau, elle joue aux côtés de Bernard Tapie dans « Un beau Salaud ». Puis, Roger Hanin la choisit comme partenaire pour faire ses adieux au théâtre dans « Un Petit Pull-over Angora ». En 2012, Jacques Pessis lui demande d’être la première femme à chanter et jouer des textes de Pierre Dac au Théâtre des 2 Ânes dans « Pierre Dac, le parti d’en rire ».
Son expérience de journaliste et animatrice dans Les Écrans du savoir sur La Cinquième chaîne ainsi que sur la chaîne Comédie+ la familiarise avec les caméras. Mais c’est vers la fiction qu’elle préfère se tourner. On la remarque notamment dans « Retrouver Sara » de Claude d’Anna, ainsi que dans plusieurs séries policières de la chaîne TF1, telles que « Navarro », « Femmes de loi » et « Paris, enquêtes criminelles ».
Elle est sollicitée pour le doublage de longs métrages étrangers, de séries américaines, de documentaires et dans des publicités pour de grandes marques de cosmétiques comme L’Oréal. Elle est la voix française de Milla Jovovich.

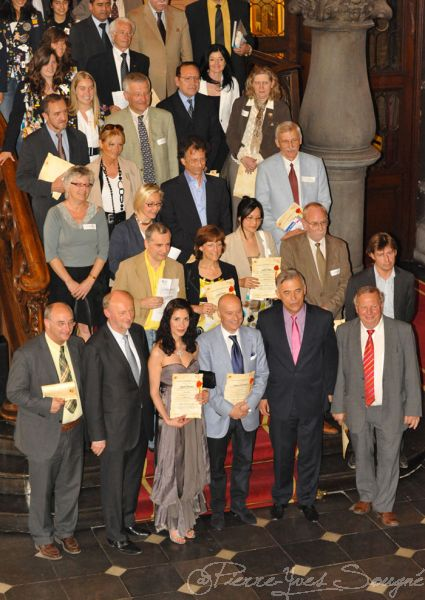
Virginie Visconti, ambassadrice d'honneur de la ville de Liège.

Au cinéma, dans « Ceci est mon corps » de Rodolphe Marconi, elle joue aux côtés de Jane Birkin, Louis Garrel, Mélanie Laurent et Annie Girardot. Dans « Grabuge ! » de Jean-Pierre Mocky, elle incarne une Espagnole danseuse de tango et de flamenco aux côtés de Michel Serrault et Charles Berling.

## Engagements

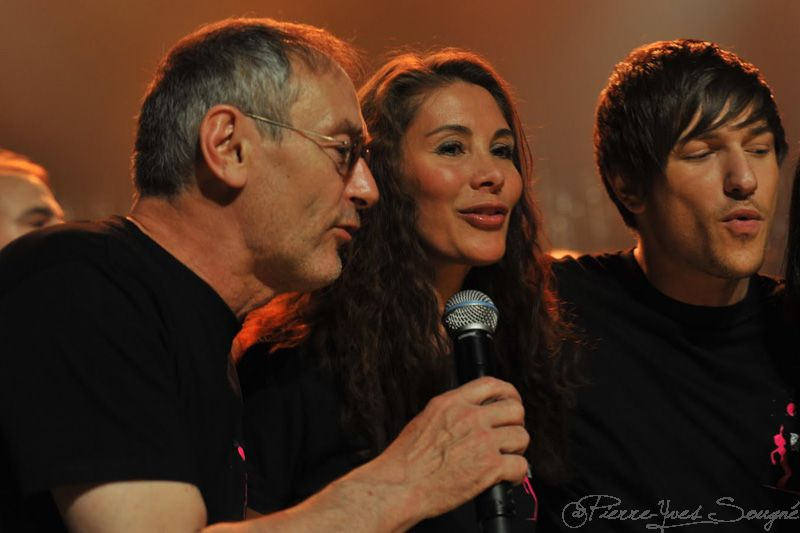
Virginie Visconti, Les Restos du Cœur Belgique

En avril 2009, Virginie Visconti est membre du Jury du Festival international du film policier de Liège,, aux côtés de Georges Lautner, Bruno Solo et Laurent Gerra.
Le 3 juin 2009, le titre « d’Ambassadrice d’honneur de la Province de Liège » est décerné à Virginie Visconti, au Palais de Liège, par Georges Pire, député de la Province de Liège, durant la cérémonie des Ambassadeurs.
En 2011, Virginie est invitée à monter sur scène pour chanter le final de Des Restos du Cœur en Belgique, aux côtés notamment de Michael Jones et Tina Arena.

## Théâtre
- 1991 : Les Sorcières de Salem d'Arthur Miller, mise en scène de Pierre Vanacker –  Tournée Nord
- 1991 : The Real Inspector Hound de Tom Stoppard, mise en scène de Donato Giuliani au Théâtre de Dunkerque
- 1992 : Les Crachats de la lune de Gildas Bourdet, mise en scène de Donato Giuliani au Théâtre de Dunkerque
- 1993 : Flandrin de Pierre Debauche, mise en scène de Daniel Mesguich au Théâtre la métaphore
- 1995 - 1996 : Angélique, marquise des anges, mise en scène Robert Hossein au Palais des Sports
- 2002 : Le Dindon de Georges Feydeau, Assistante à la mise en scène de Francis Perrin
- 2005 : Un Beau Salaud mise en scène Jean-Luc Moreau– Tournée France, Suisse Belgique.
- 2006 : Un Petit Pullover Angora, mise en scène David Haddad au Théâtre le Temple
- 2012 : Pierre Dac, Le Parti d’En rire, mise en scène de Jacques Mailhot au Théâtre des Deux Ânes
- 2013 - 2014 : Rapport Intime, mise en scène de Alain Sachs au Théâtre des Bouffes Parisiens

## Filmographie

### Télévision

#### Séries télévisées
- 1995 : La Rivière Espérance de Josée Dayan
- 1998 : Enguerrand  Le Guerroyeur (épisode "Milady") de Bernard Dumont
- 2003 : Navarro (épisode "La revenante") de Patrick Jamain
- 2003 : Femmes de Loi (épisode "Les beaux Quartiers") de Benoît d'Aubert
- 2004 : Navarro (épisode "La foire aux sentiments") de Patrick Jamain
- 2004 : Femmes de Loi (épisode "Beauté Fatale") de Denis Malleval
- 2008 : Sous le Soleil (épisode "Le Fugitif") de Jean-Marc Thérin
- 2008 : Paris, Enquêtes Criminelle (épisode "Un crime d’Amour") de Dominique Tabuteau

#### Téléfilms
- 1996 : L'Allée du Roi de Nina Companéez
- 2005 : Captation Un beau salaud, de Eric Civanyan
- 2006 : Retrouver Sara, téléfilm de Claude d'Anna

### Cinéma

#### Longs métrages
- 2001 : Ceci est mon corps, film de Rodolphe Marconi
- 2005 : Grabuge !, film de Jean-Pierre Mocky
- 2018 : J'ai perdu Albert de Didier Van Cauwelaert

#### Courts Métrages
- 1999 : Le Gang des TV de Arthus de Penguern
- 2006 : Un Autre Monde de David Haddad
- 2010 : 24 de Julien Dadone

### Clips
- 1997 : Jean-Luc Lahaye « Doo-Doo », de Youcef Aden
- 2007 : Zazie « Homme Sweet Homme », de Didier Lepêcheur

## Voix-off

### Publicités
- Dolce Vita de Christian Dior (Radio)
- L'Oréal : Milla Jovovich (TV)
- Hello de Lu (TV)
- Bouygues Telecom (TV)
- SFR (Spot Radio)
- Virgin Mégastore (Radio)
- Charente Maritime (Radio)
- Globe Trotter magazine (Radio)
- Futuroscope (Radio)
- Clicky Win. com (Radio)
- Loisipub (Radio)
- Kit-Kat Break Ultime (Radio)
- Nescafé (TV)
- Stylo Récif (Radio)
- JobTrotter magazine(Radio)

### Promotions d'albums de musique
- Morcheeba (Radio)
- Elsa (Radio)
- David Charvet (Radio)
- Mark Clement (Radio)
- Cheb Mami (Radio)

### Bandes-Annonces
- MCM : Voix Off de la chaîne pendant 2 ans[Quand ?] (bandes-annonces des émissions)
- RTL (Bandes-Annonces des émissions)[Quand ?]

### Billboard
- The Phone House pour la série Bones sur M6

### Doublage
- [Quand ?] Five Days : ? ( ? )
- 2007 : Jusqu'à la mort : ? ( ? )
- 2008 : Cashmere Mafia : ? ( ? )
- 2008 : Desperate Housewives : ? ( ? ) (saison 4, épisodes 3 à 6)
- 2008 : JCVD : ? ( ? )
- 2016 : Passengers : ? ( ? )

### Documentaires
- Marianne Faithfull (témoignage de sa vie)
- Gwyneth Paltrow (témoignage de sa vie)
- Brooklyn (témoignage du 11 septembre 2001)
- Harlem (témoignage du 11 septembre 2001)
- Reality TV (concours spécial cuisine)

## Émissions de télévision

### Journaliste-Animatrice de télévision
- 1995 : Journaliste- Animatrice de l'émission Les Écrans du savoir, La Cinquième chaîne
- 1999 : Animatrice sur la chaîne Comédie !